# Роберт Хіггс
Роберт Хіггс (народився 1 лютого 1944 р.) — американський історик економіки та економіст, який об’єднав матеріали теорії суспільного вибору, нової інституційної економіки та Австрійської школи економіки; і називає себе «лібертаріанським анархістом»  у політичній і правовій теорії та державній політиці. Його праці з економічної теорії та економічної історії найчастіше зосереджувалися на причинах, засобах і наслідках державного втручання в економіку та економічного зростання. Старший науковий співробітник у галузі політичної економії, редактор-засновник і колишній головний редактор щоквартального журналу Незалежного інституту The Independent Review: журнал політичної економії.

## Академічна кар'єра
Хіггс отримав ступінь доктора філософії. отримав ступінь бакалавра з економіки в Університеті Джонса Гопкінса та обіймав посади викладача в Університеті Вашингтона, коледжі Лафайєт та Університеті Сіетла. Він також був запрошеним науковцем в Оксфордському та Стенфордському університетах. У 2006 році він працював запрошеним професором в Університеті економіки, Прага, і керував дисертаціями на Ph.D. програму в Університеті Франциско Маррокіна, де він зараз є почесним професором економіки та історії.
Він є лауреатом численних нагород, зокрема премії Хуана де Маріани, премії Алексіса де Токвіля, премії Гарі Шларбаума за довічну оборону свободи, премії Томаса Саза за видатний внесок у справу громадянських свобод, премії Лізандра Спунера за розвиток літератури Свободи, Меморіальна премія Фрідріха фон Візера за відмінні досягнення в економічній освіті, Медаль Свободи Мюррея Н. Ротбарда та Почесна нагорода Темплтона за освіту у вільному суспільстві.
Доктор Хіггс є редактором книг Незалежного інституту Opposing the Crusader State, The Challenge of Liberty, Re-Thinking Green, Hazardful to Our Health? і Arms, Politics, and the Economy.
Він також є автором книг «Криза та Левіафан», «Омани влади», «Депресія, війна та холодна війна», «Ні свобода, ні безпека», «Відродження стану війни», «Проти Левіафана», «Трансформація американської економіки 1865—1914», "Конкуренція та примус: Чорношкірі в американській економіці, 1865—1914 та Politická ekonomie strachu (Політична економія страху, чеською мовою). Співавтор численних наукових видань, він є автором понад 100 статей і оглядів у наукових журналах.
Його популярні статті з'являлися в The Wall Street Journal, Los Angeles Times, Providence Journal, Chicago Tribune, San Francisco Examiner, San Francisco Chronicle, Society, Reason, AlterNet та багатьох інших виданнях і вебсайтах, а також він з'являвся на Fox News, NPR, NBC, ABC, C-SPAN, CBN, CNBC, America's Talking Television, Radio America Network, Radio Free Europe, Talk Radio Network, Голос Америки, Newstalk TV, громадська радіопрограма Організації американських істориків та партитури місцевих радіо- та телевізійних станцій. Він також давав інтерв'ю для статей у New York Times, Washington Post, Terra Libera, Investor's Business Daily, UPI, Orlando Sentinel, Seattle Times, Chicago Tribune, National Journal, Reason, Washington Times, WorldNetDaily, Folha de Sao Paulo, Newsmax, Financial Times, Al-Ahram Weekly, Creators Syndicate тощо.
Доктор Хіггс виступав у більш ніж 100 коледжах і університетах, а також на зборах таких професійних організацій, як Асоціація економічної історії, Західна економічна асоціація, Асоціація населення Америки, Південна економічна асоціація, Міжнародний конгрес економічної історії, Товариство громадського вибору, Міжнародні дослідження Асоціація, Кліометричне товариство, Асоціація союзних соціальних наук, Американська асоціація політичних наук, Американська історична асоціація та ін.